# Leissigen

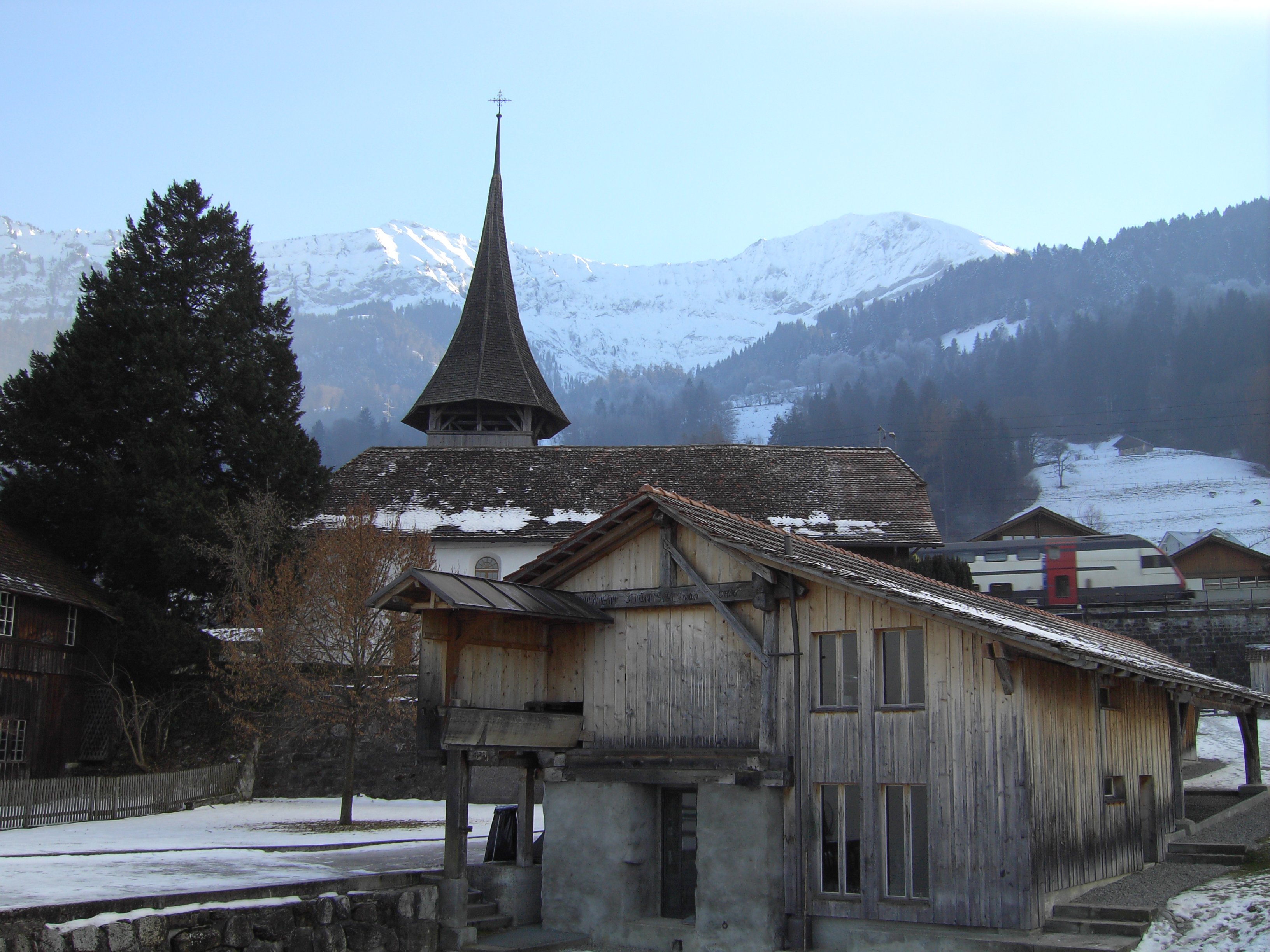
Igreja, em frente ao antigo moinho

Leissigen é uma comuna da Suíça, no Cantão Berna, com cerca de 877 habitantes. Estende-se por uma área de 10,36 km², de densidade populacional de 85 hab/km². Confina com as seguintes comunas: Aeschi bei Spiez, Beatenberg, Därligen, Krattigen, Saxeten, Sigriswil, Unterseen.
A língua oficial nesta comuna é o Alemão.